# きっと誰かに逢うために
『きっと誰かに逢うために』（きっとだれかにあうために）は、1996年1月6日から同年3月23日までテレビ東京系列局で放送されていたテレビドラマである。テレビ東京とオフィスクレッシェンドの共同製作。全12話。放送時間は毎週土曜 22:00 - 22:54 （日本標準時）。

## 概要
長塚京三がストーリーテラーを務めていた一話完結型の恋愛ドラマ。長塚がタクシーの運転手となり、恋愛に怖気づいている男女の乗客を励ましてその第一歩を踏み出させるという方式で進行していた。
前番組『クリスマスキス〜イブに逢いましょう』から引き続き秋元康が企画・監修した作品で、スタッフの顔ぶれも前作とほぼ同じだった。また前作同様、本作も長らくビデオソフト化されていない。

## キャスト

### レギュラー
- タクシー運転手：長塚京三
- 遠山俊也

### ゲスト

#### 第1話
- 阿部寛
- 高島礼子
- 宝田明
- 小木茂光

#### 第2話
- 宍戸開
- かとうれいこ
- 緒形幹太
- 濱田万葉

#### 第3話
- 田辺誠一
- 喜多嶋舞

#### 第4話
- 鷲尾いさ子
- 原田龍二
- 小林昭二

#### 第5話
- 片岡鶴太郎
- 原田美枝子
- 石丸謙二郎

#### 第6話
- 永作博美
- 榊原利彦
- 村上里佳子
- 桜金造

#### 第7話
- 斉藤慶子
- うじきつよし

#### 第8話
- 古尾谷雅人
- 中島ひろ子
- ちはる
- 吹越満

#### 第9話
- 浜崎あゆみ
- 深水三章
- 前原一輝
- 石井苗子
- 大河内浩
- 勇静華

#### 第10話
- 渡辺美奈代
- 羽場裕一
- 大西結花
- 白島靖代

#### 第11話
- 斉藤由貴
- 大浦龍宇一
- 山崎一
- 桜金造

#### 第12話
- 南野陽子
- 加藤善博
- 伊藤隆大
- 渡辺美奈代
- 翠玲
- 永岡昌憲 - 本作のテーマ曲歌手。

## スタッフ
- 企画・監修：秋元康
- 脚本：遠藤察男、小原信治、岩崎夏海
- 監督：小松隆志（第1・4・6話）、堤幸彦（第2・7・12話）、山田あかね、大根仁（第8・11話）、佐藤隆之、佐藤健光
- プロデューサー：網野英夫（テレビ東京）、長坂信人、小野文彦
- 選曲：志田博英
- 技術協力：池田屋、交音社
- 照明協力：阿呍（第2・7・12話）、照明技術、童夢、メディアイン
- ポスプロ：映広
- 製作：テレビ東京、オフィスクレッシェンド

## 音楽
主題歌「君のために死ねる」
歌：永岡昌憲 / 作詞：秋元康 / 作曲：鈴木キサブロー / レーベル：avex trax
挿入歌「PEOPLE OF THE NIGHT」
歌：UB / 作詞：G.PASQUINI, F.GUIO, ANCESCHI / 作曲：G.PASQUINI, GAMBOGI / 日本語詞：UB / レーベル：BMGビクター